# Severino Gazzelloni
Severino Gazzelloni (ur. 5 stycznia 1919 w Roccasecca, zm. 22 listopada 1992 w Cassino) – włoski flecista.

## Życiorys
Ukończył Conservatorio di Santa Cecilia w Rzymie, później był pedagogiem tego konserwatorium, a także Accademia Musicale Chigiana w Sienie i na Letnich Kursach Nowej Muzyki w Darmstadcie. W 1952 otrzymał Międzynarodową Nagrodę w Darmstadcie. Wraz z zespołem I Musici nagrał na płyty wiele utworów dawnych włoskich kompozytorów, wykonywał też muzykę współczesną.